# FDGB-Pokal 1987/88
1987/88 wurde die 37. Auflage des FDGB-Pokals der Männer ausgetragen. Teilnahmeberechtigt waren die 15 Bezirkspokalsieger, sowie die Mannschaften der DDR-Liga und der Oberliga der Vorsaison. Alle Sieger wurden in einem Spiel ermittelt. Das Endspiel fand am 4. Juni 1988 im Ost-Berliner Stadion der Weltjugend statt. Hier setzte sich der BFC Dynamo mit 2:0 gegen den FC Carl Zeiss Jena durch. Die Entscheidung fiel erst in der Verlängerung. Der BFC stand damit zum achten Mal im FDGB-Pokal-Finale, gewann dabei allerdings erst zum zweiten Mal. 

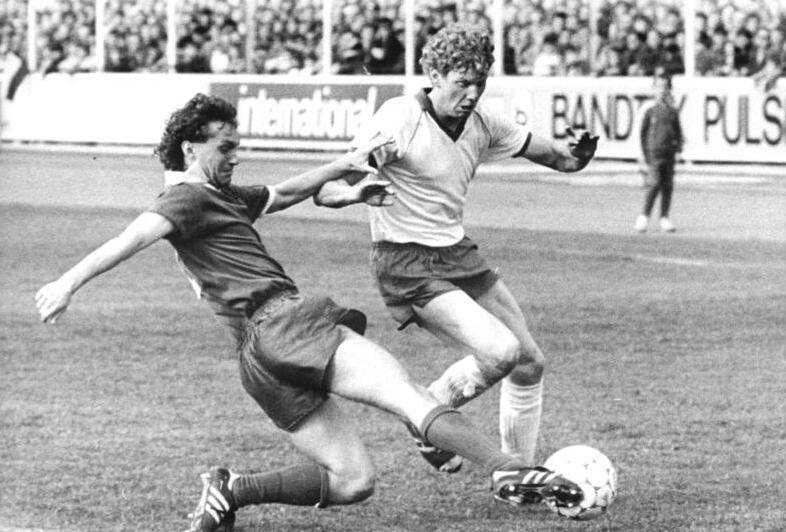
Viertelfinale:
Fortschritt Bischofswerda - BFC Dynamo 0:1

## Qualifikationsrunde
Das Spiel fand am 6. September 1987 statt.
|                                  | Ergebnis              |                                      |
| -------------------------------- | --------------------- | ------------------------------------ |
| BSG Chemie Industriewerk Ilmenau | 3:3 n. V. (6:7 i. E.) | BSG Chemie Wilhelm-Pieck-Stadt Guben |

## 1. Runde
Die Spiele fanden am 12. September 1987 statt.
|                                      | Ergebnis              |                                   |
| ------------------------------------ | --------------------- | --------------------------------- |
| BSG Funkwerk Kölleda *               | 1:5                   | FC Carl Zeiss Jena                |
| BSG KWO Berlin *                     | 3:3 n. V. (3:4 i. E.) | Hallescher FC Chemie              |
| BSG Aktivist Brieske-Senftenberg *   | 0:2                   | FC Karl-Marx-Stadt                |
| BSG CM Veritas Wittenberge *         | 0:5                   | FC Hansa Rostock                  |
| TSG Gröditz *                        | 0:4                   | 1. FC Lokomotive Leipzig          |
| BSG Chemie PCK Schwedt *             | 2:7                   | BFC Dynamo                        |
| SG Dynamo Rostock-Mitte *            | 1:4                   | 1. FC Magdeburg                   |
| BSG Stahl Thale *                    | 2:3                   | FC Rot-Weiß Erfurt                |
| BSG Motor Süd Neubrandenburg *       | 0:3                   | BSG Stahl Brandenburg             |
| BSG Lokomotive Zwickau *             | 2:4                   | SG Dynamo Dresden                 |
| 1. FC Lokomotive Leipzig II *        | 1:4                   | FC Energie Cottbus                |
| BSG Stahl Hennigsdorf *              | 0:2                   | BSG Rotation Berlin               |
| 1. FC Magdeburg II *                 | 1:1 n. V. (3:4 i. E.) | BSG Aktivist Kali Werra Tiefenort |
| ASG Vorwärts Bad Salzungen *         | 1:2                   | BSG Motor Weimar                  |
| BSG Fortschritt Weida *              | 3:0                   | BSG Stahl Riesa                   |
| SG Dynamo Eisleben                   | 1:4                   | BSG Wismut Aue                    |
| SG Dynamo Dresden II                 | 2:1                   | FC Vorwärts Frankfurt/Oder        |
| BSG KKW Greifswald                   | 0:2                   | 1. FC Union Berlin                |
| BSG Chemie Wilhelm-Pieck-Stadt Guben | 0:2                   | BSG Sachsenring Zwickau           |
| BSG Schiffahrt/Hafen Rostock         | 3:2                   | BSG Post Neubrandenburg           |
| BSG Motor Grimma                     | 4:4 n. V. (8:7 i. E.) | FC Vorwärts Frankfurt/Oder II     |
| BSG Motor Schönebeck                 | 3:2                   | BSG Chemie Leipzig                |
| BSG Chemie Böhlen                    | 3:1                   | BSG Motor Ludwigsfelde            |
| BSG Motor Nordhausen                 | 1:3                   | Berliner FC Dynamo II             |
| TSG Markkleeberg                     | 1:2                   | BSG Stahl Eisenhüttenstadt        |
| ASG Vorwärts Stralsund               | 3:2                   | ISG Schwerin                      |
| BSG Wismut Gera                      | 4:1                   | BSG Lokomotive/Armaturen Prenzlau |
| BSG Chemie Buna Schkopau             | 4:0                   | BSG Motor Babelsberg              |
| SG Dynamo Schwerin                   | 4:1                   | FC Carl Zeiss Jena II             |
| BSG Glückauf Sondershausen           | 1:2                   | BSG Motor Suhl                    |
| SG Dynamo Fürstenwalde               | 1:2                   | SG Fortschritt Bischofswerda      |
| ASG Vorwärts Dessau                  | 3:1                   | BSG Aktivist Schwarze Pumpe       |

## 2. Runde
Die Spiele fanden am 31. Oktober 1987 statt.
|                                   | Ergebnis              |                          |
| --------------------------------- | --------------------- | ------------------------ |
| BSG Rotation Berlin               | 0:1                   | FC Rot-Weiß Erfurt       |
| ASG Vorwärts Dessau               | 1:2                   | SG Dynamo Dresden        |
| BSG Schiffahrt/Hafen Rostock      | 0:4                   | BSG Stahl Brandenburg    |
| BSG Motor Suhl                    | 0:6                   | BSG Wismut Aue           |
| BSG Chemie Buna Schkopau          | 2:4                   | FC Hansa Rostock         |
| BSG Stahl Eisenhüttenstadt        | 1:4                   | BFC Dynamo               |
| BSG Motor Weimar                  | 1:3 n. V.             | FC Carl Zeiss Jena       |
| BSG Sachsenring Zwickau           | 0:1                   | BFC Dynamo II            |
| ASG Vorwärts Stralsund            | 0:2                   | SG Dynamo Dresden II     |
| BSG Fortschritt Weida *           | 2:2 n. V. (7:6 i. E.) | 1. FC Magdeburg          |
| SG Dynamo Schwerin                | 0:2                   | 1. FC Lokomotive Leipzig |
| BSG Aktivist Kali Werra Tiefenort | 0:5                   | Hallescher FC Chemie     |
| BSG Motor Schönebeck              | 0:1                   | FC Karl-Marx-Stadt       |
| BSG Motor Grimma                  | 2:2 n. V. (3:4 i. E.) | 1. FC Union Berlin       |
| Energie Cottbus                   | 2:0                   | BSG Chemie Böhlen        |
| BSG Fortschritt Bischofswerda     | 2:1                   | BSG Wismut Gera          |

## Achtelfinale
Die Spiele fanden am 28. November 1987 statt.
|                               | Ergebnis  |                         |
| ----------------------------- | --------- | ----------------------- |
| 1. FC Lokomotive Leipzig      | 2:1       | FC Rot-Weiß Erfurt      |
| FC Karl-Marx-Stadt            | 1:0       | 1. FC Union Berlin      |
| BSG Wismut Aue                | 1:2       | Dynamo Dresden          |
| Hallescher FC Chemie          | 1:0       | BSG Stahl Brandenburg   |
| Berliner FC Dynamo            | 3:2       | Berliner FC Dynamo II   |
| FC Hansa Rostock              | 3:2       | Energie Cottbus         |
| FC Carl Zeiss Jena            | 2:1       | Dynamo Dresden II       |
| BSG Fortschritt Bischofswerda | 2:1 n. V. | BSG Fortschritt Weida * |

## Viertelfinale
Die Spiele fanden am 4. Mai 1988 statt.
|                               | Ergebnis |                      |
| ----------------------------- | -------- | -------------------- |
| FC Carl Zeiss Jena            | 4:0      | SG Dynamo Dresden    |
| BSG Fortschritt Bischofswerda | 0:1      | Berliner FC Dynamo   |
| 1. FC Lokomotive Leipzig      | 2:1      | Hallescher FC Chemie |
| FC Hansa Rostock              | 2:1      | FC Karl-Marx-Stadt   |

## Halbfinale
Die Spiele fanden am 18. Mai 1988 statt.
|                    | Ergebnis              |                          |
| ------------------ | --------------------- | ------------------------ |
| FC Carl Zeiss Jena | 1:1 n. V. (3:2 i. E.) | 1. FC Lokomotive Leipzig |
| Berliner FC Dynamo | 4:0                   | FC Hansa Rostock         |

## Finale

### Statistik
| Paarung            | Berliner FC Dynamo – FC Carl Zeiss Jena |
| Ergebnis           | 2:0 n. V. |
| Datum              | 4. Juni 1988 |
| Stadion            | Stadion der Weltjugend, Ost-Berlin |
| Zuschauer          | 40.000 |
| Schiedsrichter     | Günter Supp (Meiningen) |
| Tore               | 1:0 Doll (102.) 2:0 M. Schulz (116.) |
| Berliner FC Dynamo | Bodo Rudwaleit – Frank Rohde – Waldemar Ksienzyk, Burkhard Reich, Marco Köller – Rainer Ernst, Bernd Schulz, Eike Küttner – Thomas Doll (118. Svend Fochler), Frank Pastor (115. Michael Schulz), Andreas Thom Cheftrainer: Jürgen Bogs |
| FC Carl Zeiss Jena | Perry Bräutigam – Heiko Peschke – Mario Röser, Thomas Ludwig, Jens-Uwe Penzel – Stefan Meixner, Stefan Böger, Jürgen Raab, Michael Stolz – Henry Lesser (110. Jörg Burow), Ralf Sträßer Cheftrainer: Lothar Kurbjuweit                  |

### Spielverlauf
Nach dem zehnten Meisterschaftsgewinn in Folge, aber vier Finalniederlagen zwischen 1979 und 1985, wollte der Berliner FC Dynamo endlich den Pokalsieg und gleichzeitig das Double von Meisterschaft und Pokal gewinnen. Gegen den Sechsten der abgelaufenen Oberligasaison 1987/88 FC Carl Zeiss Jena gingen die Berliner als klarer Favorit in das Spiel.
In der von taktischen Finessen geprägten Begegnung konnte der Meister über lange Zeit seine Vorteile nicht zur Geltung bringen. Gegen die vornehmlich in der ersten Halbzeit geschlossen und mit guter Raumaufteilung agierenden Thüringer tat sich der BFC überraschend schwer. Das Spiel der Jenaer war zunächst flexibler, die Mittelfeldspieler waren voll auf Offensive eingestellt. Obwohl auch die Berliner Aufstellung mit Torjäger Ernst im Mittelfeld auf Angriffsfußball orientiert war, gingen die BFC-Spieler das Spiel in der Anfangsphase sehr verhalten an. Da auch die Abwehrspieler mit Orientierungsschwierigkeiten begannen, eröffneten sich den Zeiss-Städtern die ersten Torchancen. Bereits in der 16. Minute stand Jenas Stürmer Lesser frei vor dem BFC-Torwart Rudwaleit, verzog aber den Ball. Erst in der 22. Minute kam der BFC durch Ernst zur ersten guten Tormöglichkeit, die nur durch eine Notbremse verhindert wurde. Bis zum Pausenpfiff war es der FC Carl Zeiss, der das Spielgeschehen bestimmte.
Nach der Pause dauerte es erneut eine Viertelstunde, bis der BFC durch einen gefährlichen Hinterhaltschuss seines Linksaußenstürmers Thom ein Lebenszeichen von sich gab. Aber dies war gleichzeitig das Signal zur Übernahme des Handelns. Während die Jenaer Spieler bereits ihrem hohen Tempo Tribut zahlen mussten, bekamen die Berliner Oberwasser, sowohl optisch wie auch in der Zahl der Torchancen. Tore fielen aber bis zur 90. Minute nicht, denn noch stand die Jenaer Abwehr sattelfest. Die hatte allerdings Glück, als BFC-Mittelstürmer Pastor in der letzten Minute der regulären Spielzeit in günstiger Schussposition den Ball nicht unter Kontrolle bekam.
Auch in der 30-minütigen Verlängerung mühten sich beide Mannschaften lange Zeit vergeblich um eine Entscheidung. Zweimal hatten die Jenaer mit Stolz und Böger die Möglichkeit, ein Tor zu erzielen. Als erster nahm Zeiss-Trainer Kurbjuweit einen Spielerwechsel vor, als er in der 110. Minute Burow für Lesser auf den Platz schickte. Doch zwei Minuten später gelang dem BFC das 1:0, als ein Abpraller aus der Jenaer Abwehr überraschend beim freistehenden Doll landete, der keine Mühe zum Vollenden hatte. Zwei Minute nach seiner Einwechslung erzielte Michael Schulz in der 115. Minute das entscheidende 2:0 für den BFC.